# 奧羅諾科特設鎮區 (密歇根州)
奧羅諾科特設鎮區（英語：Oronoko Charter Township）是位於美國密歇根州貝林縣的一個特設鎮區。

## 地方資料
奧羅諾科特設鎮區的面積為86.10平方千米，當中陸地面積為83.70平方千米，而水域面積為2.40平方千米。根據2020年美國人口普查的數據，當地共有人口9226人，而人口密度為每平方千米107.15人。